# (38281) 1999 RP52
1999 RP52 (asteroide 38281) é um asteroide da cintura principal. Possui uma excentricidade de 0.17595830 e uma inclinação de 12.95491º.
Este asteroide foi descoberto no dia 7 de setembro de 1999 por LINEAR em Socorro.